# Duché d'Auvergne
Pour les articles homonymes, voir Auvergne (homonymie).
Le duché d'Auvergne est un ancien fief situé dans le centre de la France. Au cours de l'histoire de la France, il y a eu deux duchés d'Auvergne, qui ont existé au début et à la fin du Moyen Âge.

## Premier duché d'Auvergne
Ce duché a existé vers la fin de l'ère mérovingienne.

## Second duché d'Auvergne

Le duché d'Auvergne en 1477.

En 1360, le second duché d'Auvergne, qui a pour capitale Riom, est créé sur la terre royale d'Auvergne par le roi de France Jean II le Bon, au profit de son troisième fils, Jean de Berry. Transmis par la fille de ce dernier aux ducs de Bourbon qui le possèdent jusqu'en 1522, il passe ensuite à Louise de Savoie, mère de François Ier, avant d'être rattaché au domaine royal à la mort de celle-ci en 1531.